# Ali Arsalan
Ali Feizollah Arsalan (in persiano علی ارسلان‎; in serbo Али Арсалан?; Amol, 8 maggio 1995) è un lottatore iraniano naturalizzato serbo, specializzato nella lotta greco-romana, campione iridato ai mondiali di Belgrado 2022 nei 72 kg.

## Biografia
Ha rappresentato la nazionale iraniana fino al dicembre 2021, con cui ha vinto diversi titoli giovanili tra cui il bronzo nei 66 kg ai Campionati mondiali junior del 2015 svoltisi a Salvador da Bahia, in Brasile. 
A livello senior ha ottenuto il bronzo nei 66 kg ai campionati asiatici di Nuova Delhi 2017.
Dal 2022 compete per la nazionale serba.
Ha vinto la medaglia d'oro nei 72 kg maschili al Torneo Dan Kolov & Nikola Petrov 2021 tenutosi a Plovdiv, e al Torneo Dan Kolov & Nikola Petrov 2022 tenutosi a Veliko Tărnovo, in Bulgaria.
Agli europei di Budapest 2022 ha guadagnato la medaglia di bronzo nei 75 kg.
Si è laureato campione iridato ai mondiali di Belgrado 2022 nei 72 kg, in cui ha eliminato l'ucraino Andrii Kulyk, l'ungherese Róbert Fritsch, il lituano Kristupas Šleiva, il francese Ibrahim Ghanem e l'azero Ulvu Ganizade, in finale.
Agli europei di Zagabria 2023 perso la finale per il terzo posto contro il polacco Kamil Czarnecki; era stato estromesso dal tabellone principale dal francese Ibrahim Ghanem in semifinale.

## Palmarès
| Anno                           | Manifestazione              | Sede        | Evento | Risultato | Note |
| ------------------------------ | --------------------------- | ----------- | ------ | --------- | ---- |
| In rappresentanza dell' Iran   |                             |             |        |           |      |
| 2011                           | Campionati asiatici cadetti | Bangkok     | 50 kg  | Oro       |      |
| 2012                           | Campionati asiatici cadetti | Biškek      | 54 kg  | Oro       |      |
| 2012                           | Campionati mondiali cadetti | Baku        | 54 kg  | 17º       |      |
| 2014                           | Campionati asiatici junior  | Ulan Bator  | 60 kg  | Oro       |      |
| 2014                           | Campionati mondiali junior  | Zagabria    | 60 kg  | 20º       |      |
| 2015                           | Campionati asiatici junior  | Nay Pyi Taw | 66 kg  | Oro       |      |
| 2015                           | Campionati mondiali junior  | Salvador    | 66 kg  | Bronzo    |      |
| 2017                           | Campionati asiatici         | Nuova Delhi | 66 kg  | Bronzo    |      |
| 2018                           | Mondiali U23                | Bucarest    | 72 kg  | 12º       |      |
| In rappresentanza della Serbia |                             |             |        |           |      |
| 2022                           | Europei                     | Budapest    | 75 kg  | Bronzo    |      |
| 2022                           | Mondiali                    | Belgrado    | 72 kg  | Oro       |      |
| 2023                           | Europei                     | Zagabria    | 72 kg  | 5º        |      |
| 2023                           | Mondiali                    | Belgrado    | 72 kg  | Bronzo    |      |